# Batticaloa Airport
Batticaloa Airport (engelska: SLAF Batticaloa) är en flygplats i Sri Lanka. Den ligger i den östra delen av landet, 220 km öster om huvudstaden Colombo. Batticaloa Airport ligger 6 meter över havet.
Terrängen runt Batticaloa Airport är mycket platt. Havet är nära Batticaloa Airport åt nordost.  Närmaste större samhälle är Batticaloa, 1,6 km öster om Batticaloa Airport. 